# Epigomphus subsimilis
Epigomphus subsimilis là một loài chuồn chuồn ngô thuộc họ Gomphidae. Nó là loài đặc hữu của Costa Rica. Môi trường sống tự nhiên của nó là các khu rừng đất thấp ẩm nhiệt đới hoặc cận nhiệt đới và sông. Nó bị đe dọa do mất môi trường sống.